# Bligny (Marne)
Pour les articles homonymes, voir Bligny.
Bligny est une commune française, située dans le département de la Marne en région Grand Est.

## Géographie

### Localisation
Bligny se trouve au nord-ouest du département de la Marne, en région Grand Est. Elle appartient à la région agricole du Tardenois.
La commune s'étend sur une superficie de 259 hectares, au sein de la Montagne de Reims et de son parc naturel régional. Sur son territoire marqué par la vallée de l'Ardre, l'altitude varie de 108 à 225 mètres. L'altitude atteint son minimum le long de l'Ardre puis s'élève en direction de l'est.
Par la route, Bligny se situe à 58 km de Châlons-en-Champagne, préfecture du département, à 16 km de Reims, sous-préfecture, et à 25 km de Dormans, bureau centralisateur du canton de Dormans-Paysages de Champagne dont dépend Bligny depuis 2015. La commune fait en outre partie du bassin de vie de Reims.
Bligny est limitrophe de 6 communes :
| Sarcy     | Aubilly  | Saint-Euphraise-et-Clairizet |
|           | Bligny   | Bouilly                      |
| Chambrecy | Chaumuzy |                              |

### Hydrographie

#### Réseau hydrographique
La commune est dans la région hydrographique « la Seine du confluent de l'Oise (inclus) à l'embouchure » au sein du bassin Seine-Normandie. Elle est drainée par l'Ardre,.
L'Ardre, d'une longueur de 39 km, prend sa source dans la commune de Saint-Imoges et se jette dans la Vesle à Fismes, après avoir traversé 18 communes.

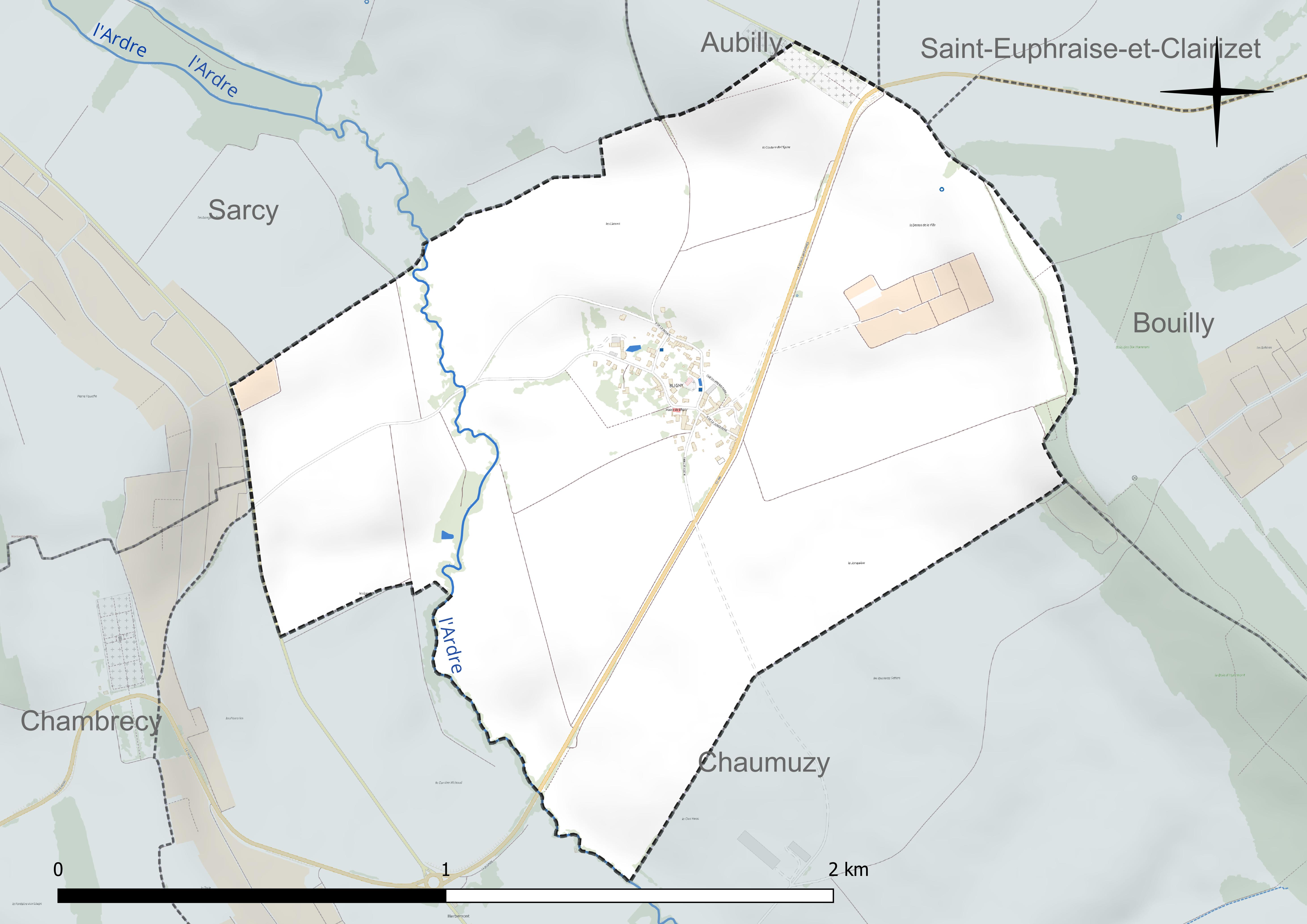
Réseau hydrographique de Bligny.

#### Gestion et qualité des eaux
Le territoire communal est couvert par le schéma d'aménagement et de gestion des eaux (SAGE) « Aisne Vesle Suippe ». Ce document de planification, dont le territoire s’étend sur 3 096 km2 répartis sur trois départements (Aisne, Marne et Ardennes) et deux régions (Champagne-Ardenne et Picardie), a été approuvé le 16 décembre 2013. La structure porteuse de l'élaboration et de la mise en œuvre est le Syndicat d’aménagement des bassins Aisne Vesle Suippe (SIABAVES). 
La qualité des cours d’eau peut être consultée sur un site dédié géré par les agences de l’eau et l’Agence française pour la biodiversité. 

### Climat
Pour des articles plus généraux, voir Climat du Grand Est et Climat de la Marne.
En 2010, le climat de la commune est de type climat océanique dégradé des plaines du Centre et du Nord, selon une étude du Centre national de la recherche scientifique s'appuyant sur une série de données couvrant la période 1971-2000. En 2020, Météo-France publie une typologie des climats de la France métropolitaine dans laquelle la commune est exposée à un climat océanique altéré et est dans la région climatique  Nord-est du bassin Parisien, caractérisée par un ensoleillement médiocre, une pluviométrie moyenne régulièrement répartie au cours de l’année et un hiver froid (3 °C). 
Pour la période 1971-2000, la température annuelle moyenne est de 10,7 °C, avec une amplitude thermique annuelle de 16 °C. Le cumul annuel moyen de précipitations est de 724 mm, avec 11,7 jours de précipitations en janvier et 8,1 jours en juillet. Pour la période 1991-2020, la température moyenne annuelle observée sur la station météorologique de Météo-France la plus proche, « Chambrecy-Civc », sur la commune de Chambrecy à 3 km à vol d'oiseau, est de 10,7 °C et le cumul annuel moyen de précipitations est de 734,0 mm. 
La température maximale relevée sur cette station est de 40,3 °C, atteinte le 25 juillet 2019 ; la température minimale est de −22,1 °C, atteinte le 17 janvier 1985,,. 
Les paramètres climatiques de la commune ont été estimés pour le milieu du siècle (2041-2070) selon différents scénarios d'émission de gaz à effet de serre à partir des nouvelles projections climatiques de référence DRIAS-2020. Ils sont consultables sur un site dédié publié par Météo-France en novembre 2022.

## Urbanisme

### Typologie
Au 1er janvier 2024, Bligny est catégorisée commune rurale à habitat dispersé, selon la nouvelle grille communale de densité à sept niveaux définie par l'Insee en 2022.
Elle est située hors unité urbaine. Par ailleurs la commune fait partie de l'aire d'attraction de Reims, dont elle est une commune de la couronne,. Cette aire, qui regroupe 294 communes, est catégorisée dans les aires de 200 000 à moins de 700 000 habitants,.

### Occupation des sols
L'occupation des sols de la commune, telle qu'elle ressort de la base de données européenne d’occupation biophysique des sols Corine Land Cover (CLC), est marquée par l'importance des territoires agricoles (99,9 % en 2018), une proportion identique à celle de 1990 (99,9 %). La répartition détaillée en 2018 est la suivante : 
terres arables (90,9 %), zones agricoles hétérogènes (8,1 %), cultures permanentes (0,9 %), forêts (0,1 %). L'évolution de l’occupation des sols de la commune et de ses infrastructures peut être observée sur les différentes représentations cartographiques du territoire : la carte de Cassini (XVIIIe siècle), la carte d'état-major (1820-1866) et les cartes ou photos aériennes de l'IGN pour la période actuelle (1950 à aujourd'hui).

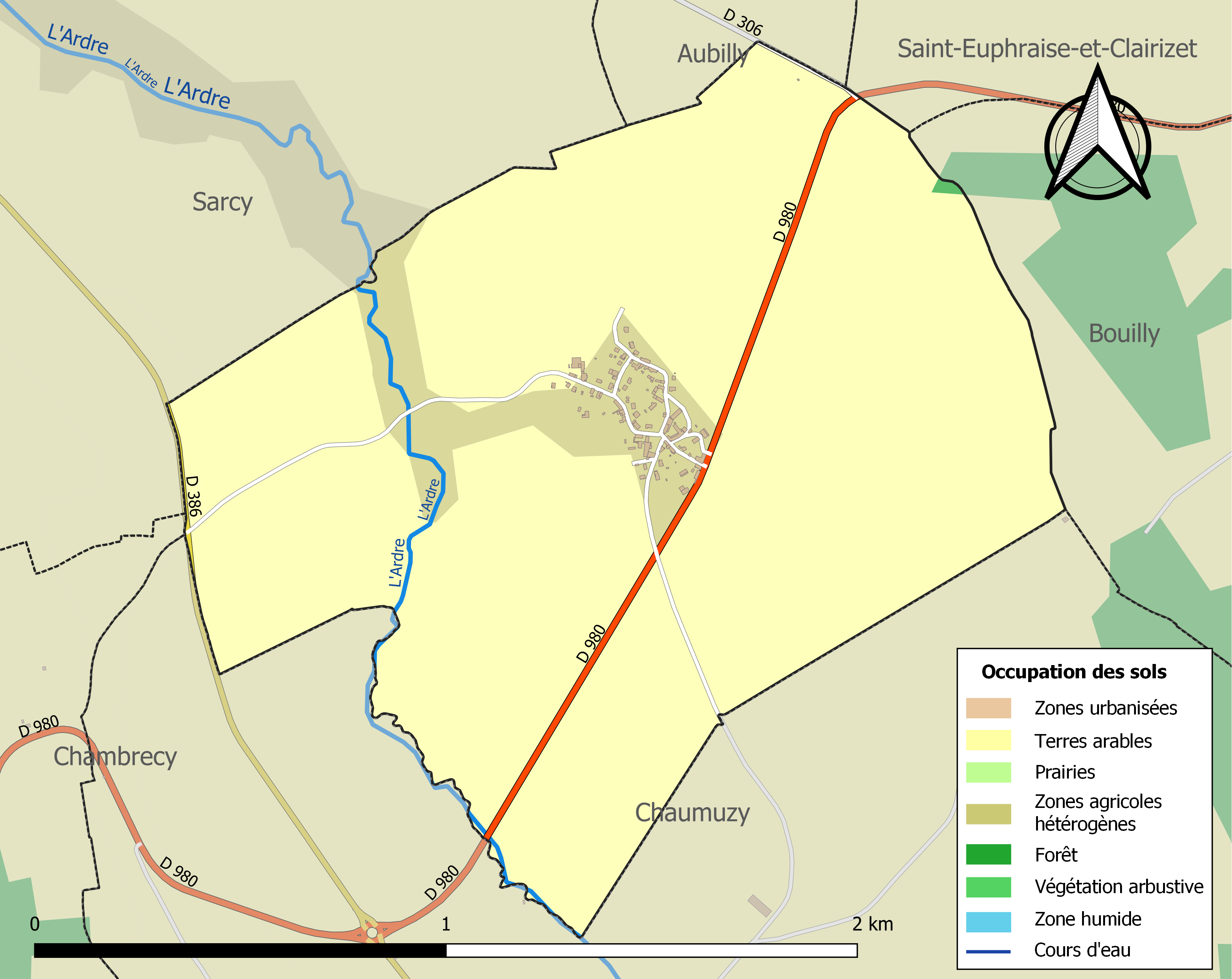
Carte des infrastructures et de l'occupation des sols de la commune en 2018 (CLC).

## Toponymie
Le nom de la localité est attesté sous les formes Blaingneium (1197) ; Blenniacum (1198) ; Blangneium (1255) ; Blaigni (vers 1274) ; Blangny (1303) ; Blaigny (1303-1312) ; Bleigny (1320) ; Blaingny (1346) ; Blenny (1395) ; Bleugny (1461) ; Blegny (1484) ; Blagny (1485) ; Bleny (1508) ; Blaigniacum (1516).

## Histoire

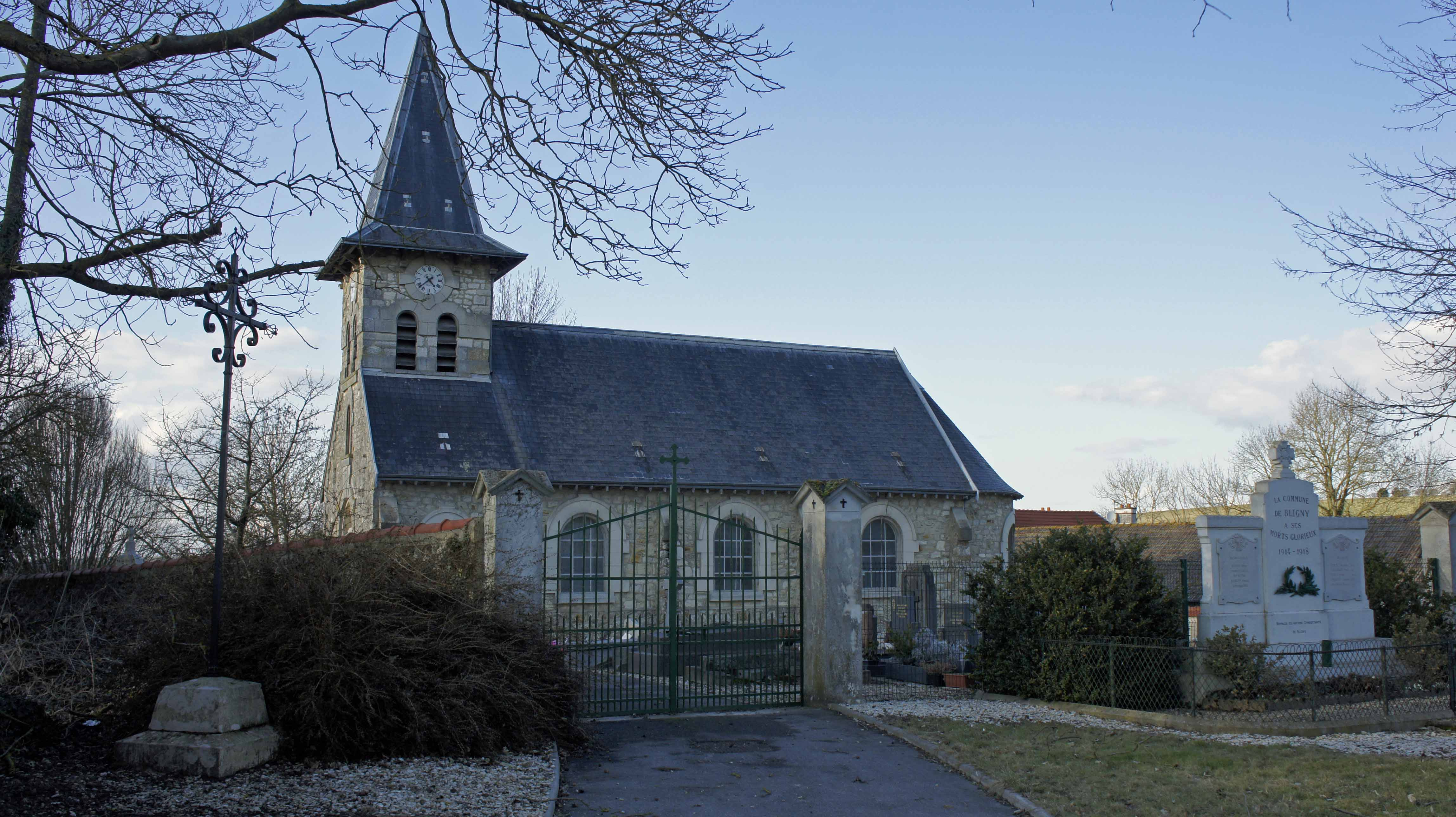
L'église Saint-Pierre et le monument aux morts.

Au Moyen Âge, Bligny avait d'abord pour seigneur l'Église de Reims, c'est-à-dire l'archevêque et/ou le chapitre cathédral de Notre-Dame de Reims. Puis la seigneurie disposa d'un châtelain vicomte de Blaigny (aussi Bligny, Blagny), qui aux alentours de 1350 était un membre de la Maison de Châtillon/Marne : Guy (1305-1362), sire de Fère-en-Tardenois, fils puîné du connétable Gaucher V comte de Porcéan (Porcien) et de sa deuxième femme Hélis(s)ende de Vergy, et gendre du duc de Lorraine Thiébaut II (par mariage avec sa fille Marie de Lorraine en 1324). En lignée féminine, se succédèrent alors à la vicomté les familles de Montfaucon-Montbéliard, Neu(f)châtel-Bourgogne, Neufchâtel-Montaigu et d'Anglure d'Étoges.
- En effet le vicomte Gaucher de Châtillon († vers 1404 ; fils de Guy de Fère-en-Tardenois et Marie de Lorraine ci-dessus) épousa Jeanne de Coucy fille de Guillaume Ier sire de Coucy, d'où Marie de Châtillon († dès 1394), vicomtesse de Blaigny, femme en 1383 d'Henri de Montfaucon-Montbéliard († avant son père le comte Étienne dès 1396 à Nicopolis). D'où la succession des vicomtes de Bligny dans les Neuchâtel-Bourgogne (Neuchâtel-Urtière), car Agnès de Montfaucon-Montbéliard, † vers 1433, vicomtesse de Bligny, dame de Marnay et du Fay, fille cadette d'Henri de Montfaucon-Montbéliard et Marie de Châtillon, épousa en 1398 Thiébaut VIII de Neuchâtel (vers 1386-1459 ; fils de Thiébaud VII, lui aussi † en 1396 à Nicopolis), Grand-maître de France en 1418-1425.
- Leur fils cadet Jean II de Neuchâtel-Montaigu († vers 1484/1489) hérita de la vicomté vers 1433 (et aussi de Montaigu vers 1432, par legs de son grand-oncle Jean Ier de Neuchâtel-Bourgogne) et forma la branche des Neuchâtel-Montaigu[23],[24],[25] ; de sa deuxième épouse Isabelle de Villers, il eut : → Thibaud vicomte de Bligny, seigneur de Châtel et de Nanteuil-la-Fosse (en la Montagne de Reims ou en Tardenois, Marne, = Nanteuil-la-Forêt ; fief que son père Jean II avait acquis en 1418 de Bonne de Bar, veuve de Waléran de Luxembourg-Ligny comte de St-Pol), lui-même père, par sa première épouse Ameline de Bavans (il épousa ensuite Catherine de Vergy-Champvans dame de Chemilly), du vicomte → Humbert, aussi seigneur d'Ancy-le-Franc, Cruzy, Plancy, Saint-Dizier[26], père de → Jeanne de Neufchâtel-Montaigu (vers 1444-1510/1514), dame de Châtel-sur-Moselle, Nanteuil-la-Fosse et vicomtesse de Bligny, mariée en 1458 à Marc-Antoine Saladin d'Anglure d'Étoges, seigneur d'Étoges, † 1499, chambellan du roi René, duc de Lorraine. Leur fils René-François d'Anglure, † 1529, vicomte d'Étoges et de Bligny, eut une postérité[27].
- La commune est décorée de la Croix de guerre 1914-1918 le 1er octobre 1920.

## Politique et administration

### Administration municipale
Le nombre d'habitants au dernier recensement étant compris entre 100 et 499, le conseil municipal comprend 11 membres.

### Liste des maires
| Période                                  | Période                      | Identité     | Étiquette | Qualité                        |
| ---------------------------------------- | ---------------------------- | ------------ | --------- | ------------------------------ |
| 1876                                     |                              | Lelarge      |           |                                |
| Les données manquantes sont à compléter. |                              |              |           |                                |
| mars 2001                                | En cours (au 4 juillet 2014) | Michel Sicre |           | Réélu pour le mandat 2014-2020 |

### Intercommunalité
La commune est membre de la communauté de communes Ardre et Tardenois, créée en 1996, puis de la communauté urbaine du Grand Reims depuis le 1er janvier 2017.

## Population et société

### Démographie
L'évolution du nombre d'habitants est connue à travers les recensements de la population effectués dans la commune depuis 1793. Pour les communes de moins de 10 000 habitants, une enquête de recensement portant sur toute la population est réalisée tous les cinq ans, les populations de référence des années intermédiaires étant quant à elles estimées par interpolation ou extrapolation. Pour la commune, le premier recensement exhaustif entrant dans le cadre du nouveau dispositif a été réalisé en 2004.

En 2022, la commune comptait 115 habitants, en évolution de −8 % par rapport à 2016 (Marne : −1,19 %, France hors Mayotte : +2,11 %).
| 1793 | 1800 | 1806 | 1821 | 1831 | 1836 | 1841 | 1846 | 1851 |
| ---- | ---- | ---- | ---- | ---- | ---- | ---- | ---- | ---- |
| 125  | 115  | 92   | 153  | 125  | 120  | 124  | 153  | 154  |

| 1856 | 1861 | 1866 | 1872 | 1876 | 1881 | 1886 | 1891 | 1896 |
| ---- | ---- | ---- | ---- | ---- | ---- | ---- | ---- | ---- |
| 146  | 120  | 93   | 88   | 101  | 109  | 110  | 105  | 97   |

| 1901 | 1906 | 1911 | 1921 | 1926 | 1931 | 1936 | 1946 | 1954 |
| ---- | ---- | ---- | ---- | ---- | ---- | ---- | ---- | ---- |
| 96   | 104  | 103  | 67   | 76   | 66   | 65   | 74   | 52   |

| 1962 | 1968 | 1975 | 1982 | 1990 | 1999 | 2004 | 2006 | 2009 |
| ---- | ---- | ---- | ---- | ---- | ---- | ---- | ---- | ---- |
| 40   | 56   | 89   | 101  | 102  | 89   | 102  | 110  | 107  |

| 2014 | 2019 | 2022 | - | - | - | - | - | - |
| ---- | ---- | ---- | - | - | - | - | - | - |
| 124  | 118  | 115  | - | - | - | - | - | - |

## Culture et patrimoine

### Lieux et monuments
- L'église Saint-Pierre. L'église datant du XIIe siècle, a été reconstruite après les destructions de la première guerre mondiale, sur le même emplacement[34].
- La nécropole nationale de Bligny, située au lieu-dit la Croix Ferlin, s'étend sur environ un hectare au nord de la commune.
- Le cimetière militaire allemand est situé à côté de la nécropole.
- Le cimetière militaire italien de Bligny, le plus grand de France, est situé à l'ouest de Bligny sur le territoire de la commune voisine de Chambrecy.

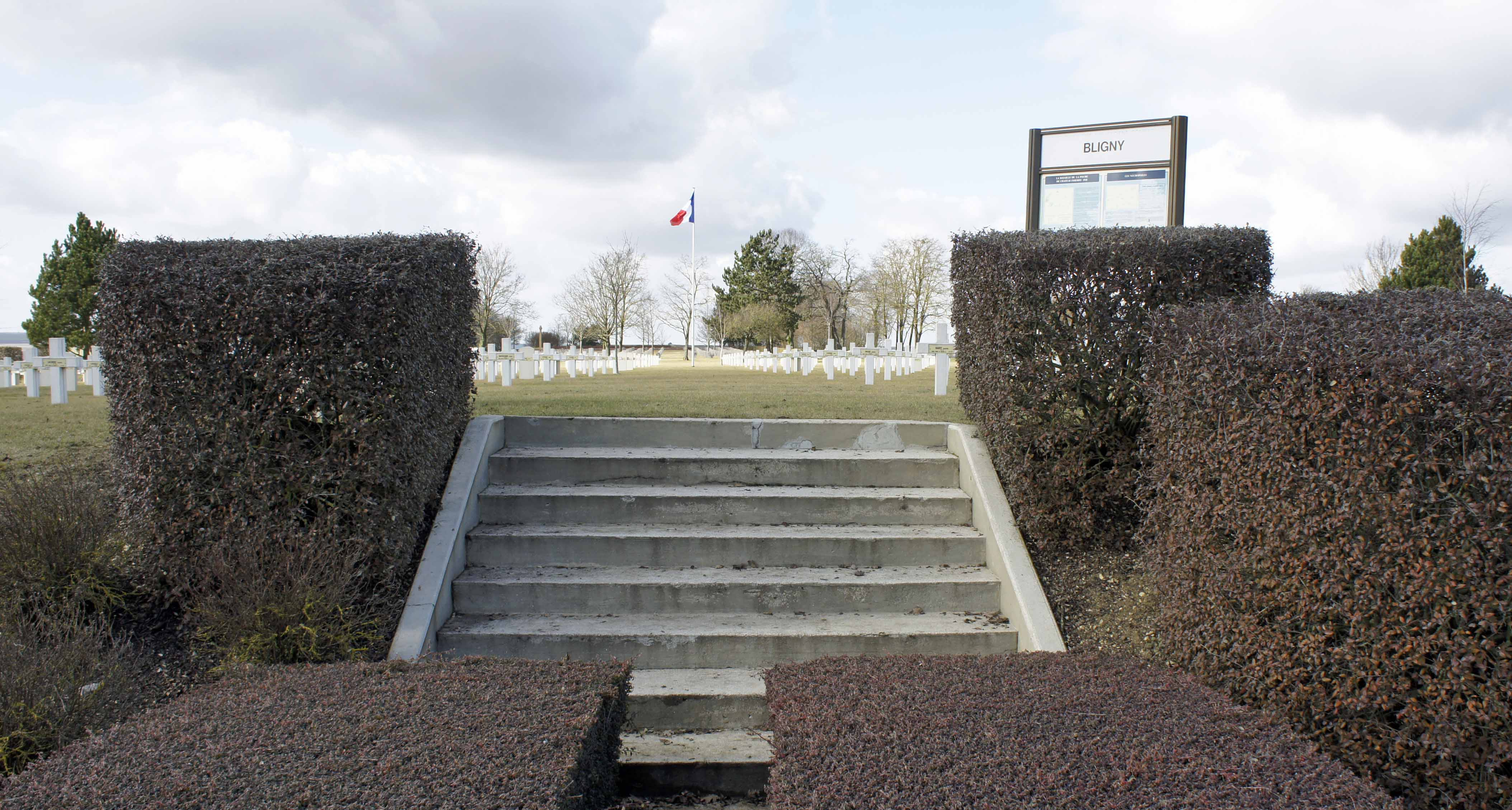
Entrée française de la Nécropole nationale.
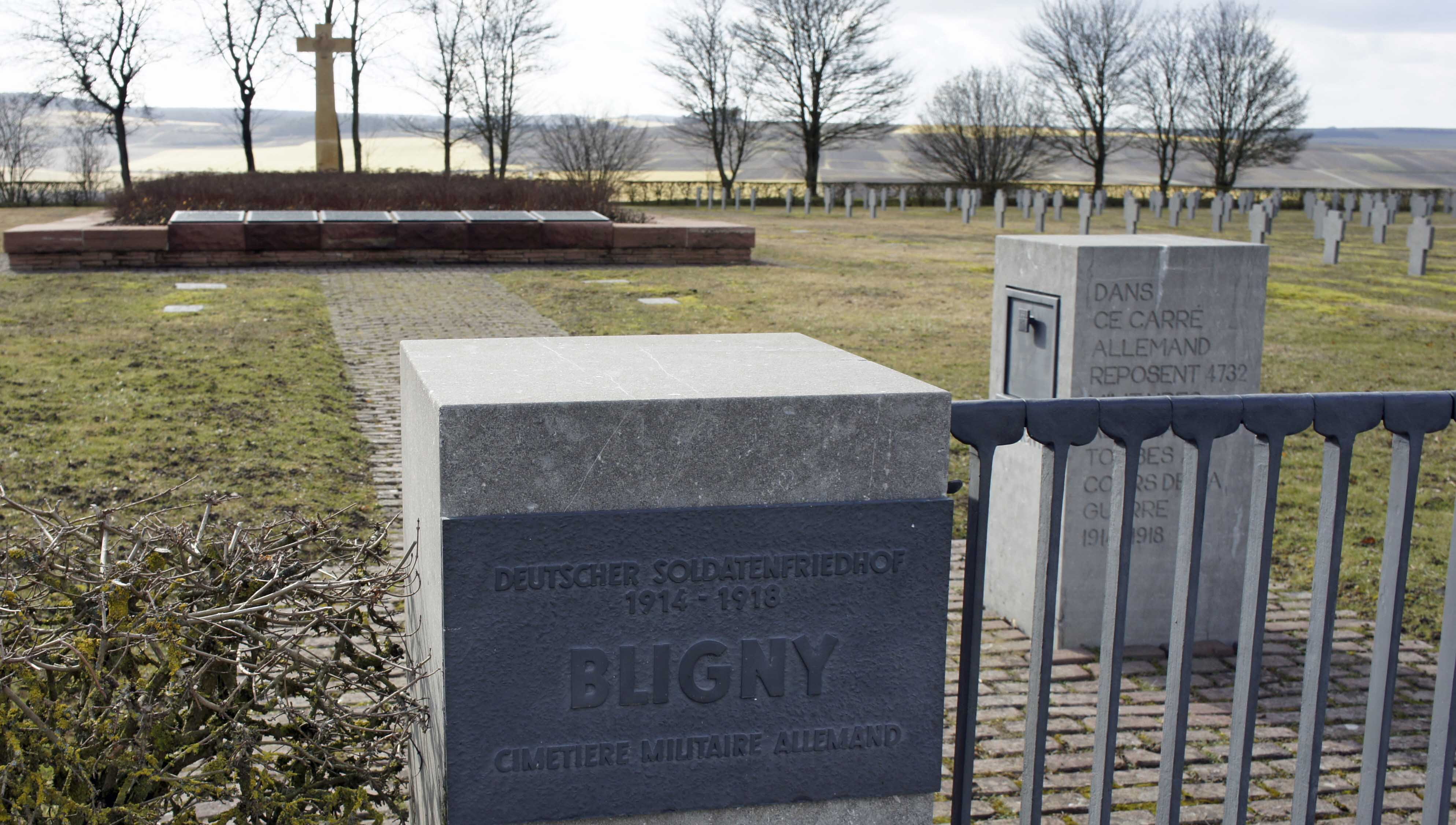
Entrée du côté cimetière allemand.
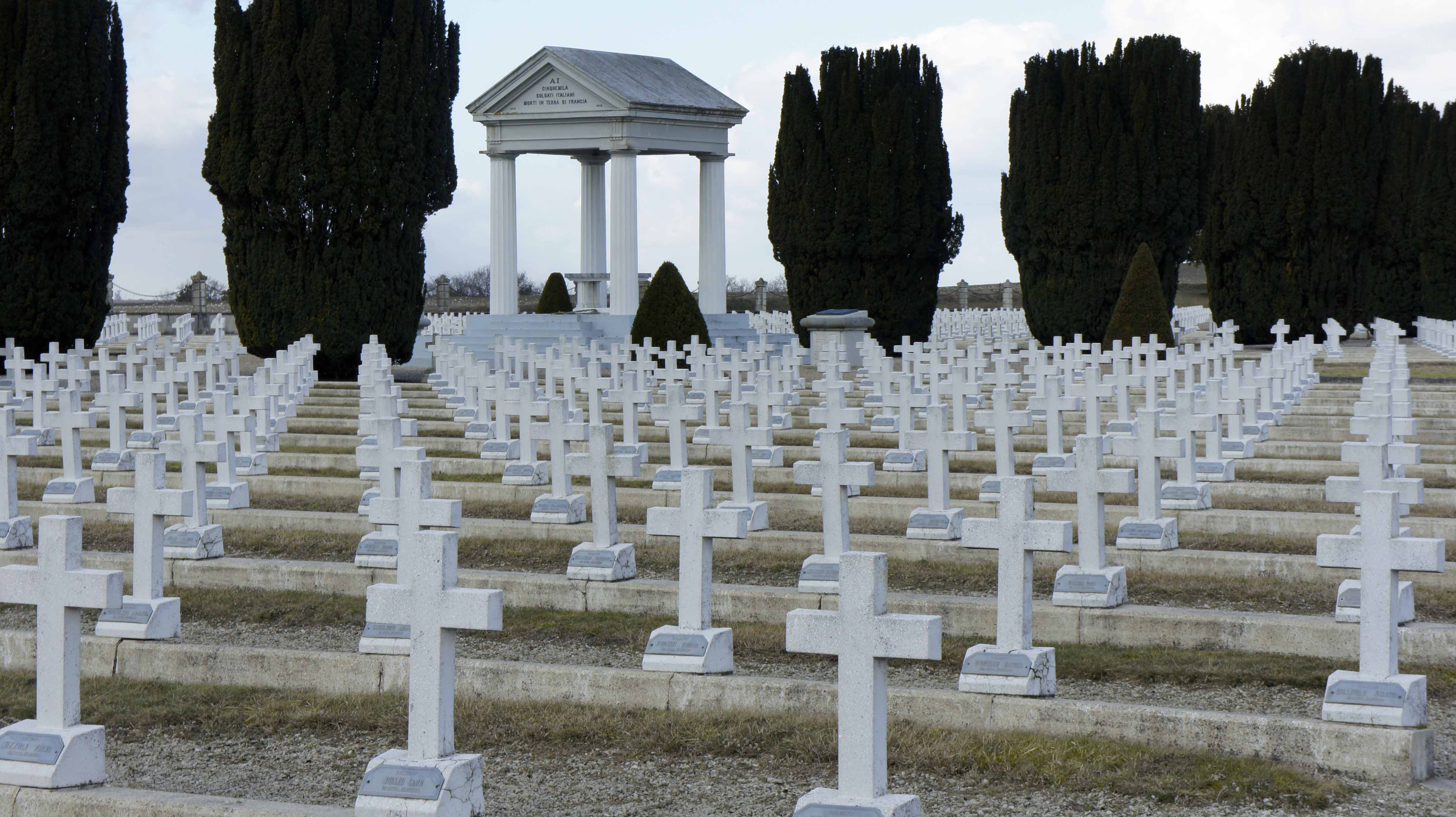
Cimetière italien.

### Personnalités liées à la commune
- Michel Sicre, maire de la commune depuis mars 2001, est le petit-fils de Michel Sicre, maire de Reims de 1945 à 1947.